# Грехопадение

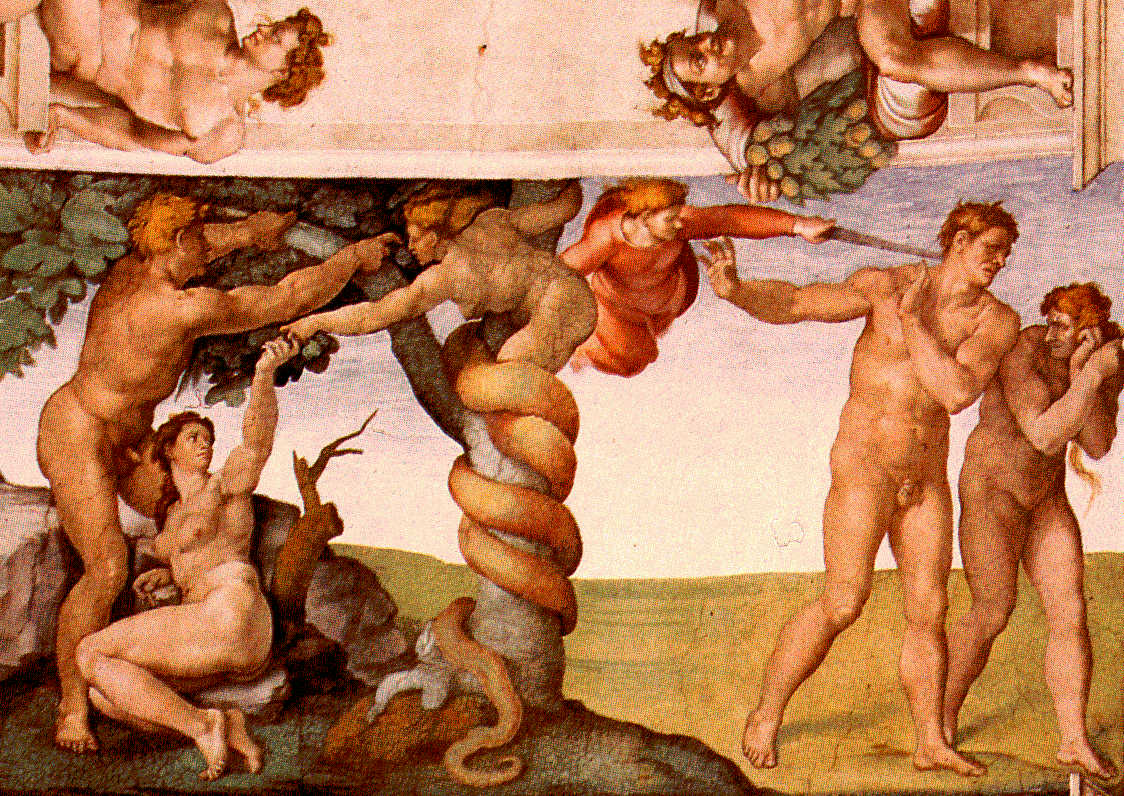
Микеланджело. Грехопадение Адама и Евы. Фрагмент росписи Сикстинской капеллы, 1508—1512

Грехопаде́ние — общее для всех авраамических религий понятие, обозначающее нарушение первым человеком воли Бога, которое привело к падению человека из состояния высшего безгрешного невинного блаженства в состояние страданий и греховности, основанное на 3-й главе книги Бытие.

## В Библии
В Книге Бытия в 3-й главе описан сюжет об изгнании первых людей (Адама и Евы) из Райского сада, когда нарушив запрет Господа (ивр. אֱלֹהִים‎, Элохим), вкусили от Дерева познания добра и зла (Быт. 3:1—7).
Адам был предупреждён, что вкушение плодов с Дерева познания добра и зла ведёт к смерти:

От дерева познания добра и зла, не ешь от него; ибо в день, в который ты вкусишь от него, смертию умрешь
— Быт. 2:17
Ева (Быт. 2:22) в результате диалога со змеем (ивр. נָּחָשׁ‎, нахаш) вкусила запретный плод от Дерева познания добра и зла и дала есть Адаму, вследствие чего:

И открылись глаза у них обоих, и узнали они, что наги, и сшили смоковные листья, и сделали себе опоясания.
— Быт. 3:7
Последствиями нарушения запрета и отказа от предложенного покаяния стали повреждённость мироздания (природы) и человека, изгнание из рая, утрата доступа к Дереву жизни и смерть.
В иудаизме считается, что Змей-искуситель — ангел Самаэль. В христианстве змей-искуситель отождествляется с сатаной на основании Откровения Иоанна Богослова: «И низвержен был великий дракон, древний змий, называемый диаволом и сатаною, обольщающий всю вселенную, низвержен на землю, и ангелы его низвержены с ним» (Откр. 12:9).

## Трактовки в религиях

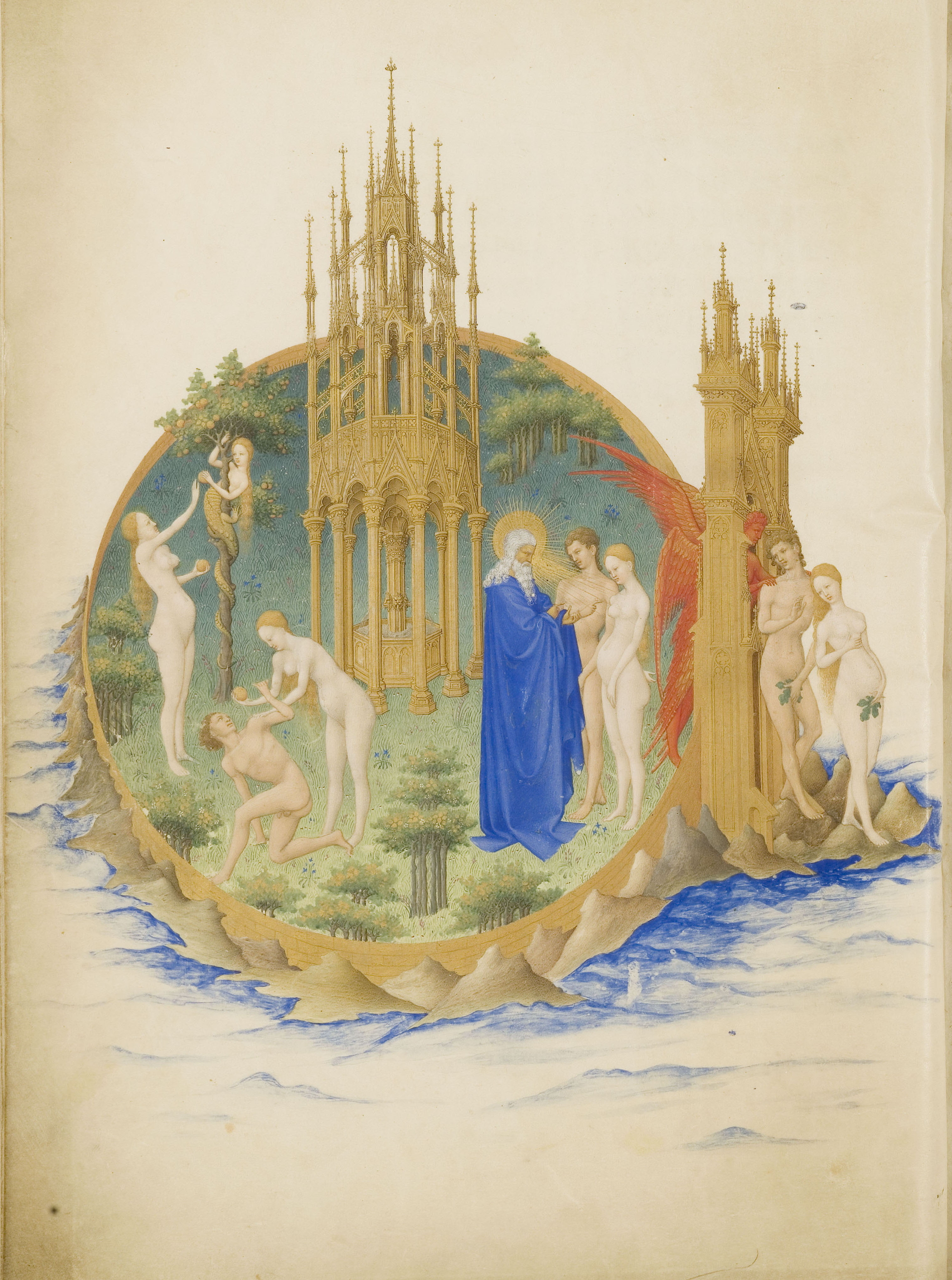
Грехопадение и изгнание из рая. Миниатюра из «Великолепного часослова герцога Беррийского».

### В иудаизме
В мидраше Шмот Рабба сообщается, что за исключением двух мест Библии: «Вот происхождение неба и земли» (Быт. 2:4) и «И вот род Фаресов» (Руфь. 4:18) — слово תּוֹלְדוֹת‎ («происхождение», «рода», «поколения»), когда оно встречается в Библии, пишется с дефектом (без второй буквы вав, ивр. וֹ‎) по очень существенной причине. Это слово пишется с буквой с вав, потому что когда Бог сотворил Свой мир, в мире не было ангела смерти, и по этой причине это слово написано полностью (жизнь была полной, не ограниченной смертью). Как только Адам и Ева согрешили, Бог сделал дефектными все слова «תּוֹלְדוֹת‎», упомянутые в Библии (так как смерть положит потомкам конец). Но когда появился Фарес, слово «תּוֹלְדוֹת‎» было написано снова полностью, потому что от него восстанет Мессия, и в дни его Бог поглотит смерть, как сказано: «Он поглотит смерть навеки» (Ис. 25:8).
Грехопадение в иудаизме предстает не как глобальная катастрофа космического масштаба, как считает христианство, а как важный момент, который был необходим и даже отчасти запланирован Богом. В иудаистской традиции падение означает возможность достижения более высокого, чем был до падения, уровня духовного совершенства.
Доктрина первородного греха неприемлема для евреев. Евреи верят, что человек входит в мир свободным от греха, с чистой, невинной и незапятнанной душой. Хотя во времена Талмуда были некоторые еврейские учителя, которые считали смерть наказанием, преобладающим мнением на сегодняшний день является то, что человек грешит, потому что он несовершенное существо.
В каббале
В каббале грехопадение разъясняется в понятии швират ха-келим. Грех древа познания (ивр. хэт Эц Даат) Адама произошло от использования средней части сфиры Тиферет Зеир Анпина. Опьяняющее вино — свет хохма, исходящий из соф (акваим, экев — пята, гематрия 172) Леи, опьянило Адама (анавим — виноград также в гематрии 172) и привело к желанию использовать среднюю часть тиферэт Зеир Анпина — Эц Даат (древо познания), что запрещено до гмар тиккун.
В процессе альтруистических действий душа Адама решила использовать свой природный эгоизм для получения в неё, с альтруистическими намерениями, света Творца. Но, начав получать огромный свет, она не смогла уже удержаться и возжелала эгоистически наслаждаться им, что называется грехопадением души.
Вследствие грехопадения Адама его душа разделилась на 600 000 частей и все они упали в плен эгоистических сил (обрели эгоистические желания). После своего грехопадения Адам исправил некоторые из душ (приобрел антиэгоистический экран), но только частично. А затем, из всего общего количества душ, последовательно выбираются души на исправление, спускаются в наш мир, облачаясь в тела, поколение за поколением.
После грехопадения Адам и шесть сфирот Ецира и десять сфирот Асия спустились в место, где был раньше мадор клипот.

### В христианстве
В христианстве грехопадение в Эдеме разъясняется через понятия первородного греха и искупительной жертвы Иисуса Христа.
Зло, персонифицированное в виде Змея (сатаны), побудило человека нарушить волю Божию:

Бог создал человека для нетления и соделал его образом вечного бытия Своего; но завистью диавола вошла в мир смерть, и испытывают её принадлежащие к уделу его.
— Прем. 2:23—24
Последствиями грехопадения стали наследственная повреждённость природы человека, изгнание из рая, утрата доступа к дереву жизни и смерть. Также утверждается, что «естественные и беспорочные страсти вошли в человеческую жизнь вследствие осуждения из-за преступления, как, например, голод, жажда, утомление, слеза, тление, уклонение от смерти, боязнь, предсмертная мука, что по природе присуще всем людям».
Апостол Павел: «Как одним человеком грех вошел в мир, и грехом смерть, так и смерть перешла во всех человеков, потому что в нём все согрешили» (Рим. 5:12).
Максим Исповедник объясняет грехопадение, как прельщение «наружностью материи», плодами дерева познания (тварным миром). Это привело к нарушению иерархии в сознании разумной твари, в чувстве и направлении воли Адама, и к «прилепленности к веществу».
Православный священник Сергей Булгаков: «Прародители могли бы вовсе миновать опыта зла. Грехопадение или, напротив, послушание воле Божией следует во всяком случае считать актом свободы, а отнюдь не природной необходимости: в природе твари была только возможность греха, но не было никакой к нему принудительности. Соблазн именно в том и состоял, чтобы знание предпочесть послушанию, источнику истинного, положительного ведения. Змей завлекал их на путь притязательной, себялюбивой множественности, возбуждал желание каждому стать богом, будучи тварью, иметь всё для себя, как бы от себя. И соблазн змея оказался реально осуществим, ибо стихия освобождённого ничто, прорвавшись в мир, окружила всякую тварь ледяным холодом одиночества, разъединила всеединое и центростремительную силу превратила в центробежную: тогда родилось наше малое я, которое раздувается в я космическое. Для такого отравленного бытия простое отсутствие смерти было бы величайшим бедствием, адом на земле. Господь пощадил Своё создание и не дал ему такого бессмертия, Он удалил человека от „древа жизни“. Таким образом, одна основная метафизическая и космическая катастрофа грехопадения, введя в мир смерть, обусловила и вызвала другую космическую катастрофу, но уже благую и радостную, — воскресение мёртвых».
Митрополит Иоанн (Зизиулас): «Для греческих отцов грехопадение понимается не как привнесение чего-то нового (во зле нет творческой силы), но как раскрытие и актуализация ограничений и потенциальной опасности, присущих творению, если оно предоставлено самому себе. Грехопадение принимает форму идолопоклонства — превращения твари в высшее начало. Грехопадение состоит в отказе поставить бытие в зависимость от общения».
Архимандрит Алипий (Кастальский): «Люди получили как бы собственный, внутренний источник греховных движений и помыслов, сделавшись по природе чадами гнева Божия (Еф. 2:3)».
Святитель Иларий Пиктавийский писал, что дьявол соблазнил Адама и, обманув его, привёл к смерти. За свое коварство и преступление он был побеждён Иисусом Христом при искушении Его в пустыни.

### В исламе
Сотворив для Адама супругу, Аллах сказал им: «О Адам! Поселись ты и твоя жена в раю и питайтесь оттуда на удовольствие, где пожелаете, но не приближайтесь к этому дереву, чтобы не оказаться из неправедных».
Иблис обманул Адама и Хавву, говоря: «Ваш Господь запретил вам это дерево только для того, чтобы вы не стали ангелами или бессмертными». Адам и Хавва вкусили плоды этого дерева после чего обнажились их срамные места, и они стали прилеплять на себя райские листья. После того, как Адам и его жена согрешили, Аллах сказал им: «Разве Я не запрещал вам это дерево и не говорил вам, что сатана для вас явный враг?».
Супруги раскаялись о своем поступке и ответили: «Господи наш! Мы обидели самих себя, и, если Ты не простишь нам и не помилуешь нас, мы окажемся потерпевшими убыток». Аллах ответил им : «Спуститесь на землю, будучи одни из вас другим врагами. Для вас на земле местопребывание и пользование на время».
В исламской традиции имеются повествования о том, что Адам сошел на землю на острове Цейлон, а Хавва — в Джидде (Аравия). На протяжении 200 лет они раскаивались и просили Аллаха простить их. Их мольбы были приняты Аллахом: Он простил им грех и обязал совершить хадж.
В отличие от христианства, в целом мусульмане отвергают любую идею унаследованного греха и утверждают естественную невиновность его потомков.

## В философии
Немецкий христианский мистик Якоб Бёме, родоначальник западной софиологии, пишет, что сам пол есть уже следствие грехопадения, ибо жена создана человеку уже после его внутреннего отделения от Jungfrau Sophia (с нем. — «Дева София»), в первозданном состоянии человек пребывал сверхполым. Эта Дева София есть отвлечённый принцип мудрости, Spiegel der Weisheit (с нем. — «Зеркало мудрости»), и её отношение к полу установляется только её именем, очевидно, навеянным «Книгою Премудрости Соломона». При таком понимании пола самым центральным проявлением греха является порочное зачатие, от которого человек рождается. Якоб Бёме рассматривает создание женщины из ребра Адамова как следствие уже совершившегося грехопадения и раздробление человеческого естества.
Христианский философ Николай Бердяев пишет, что сказание о грехопадении говорит о происхождении сознания из состояния бессознательного.
Религиозный философ Борис Вышеславцев пишет: «Понять смысл грехопадения и спасения, понять смысл христианства (а в сущности и всякой религии) — значит понять смысл предельной свободы. Она возносит нас на высоту абсолютного богоподобия в этой простой и ежедневной возможности: сказать „да“, или „нет“; „да будет“ или „да не будет“, — в этой изумительной свободе выбора между творчеством и разрушением. Ибо если всякое творчество есть соблюдение иерархии, то всякое нарушение и извращение иерархии есть противоположность творчества, то есть разрушение.».

## В искусстве
- В 1943 году Клайв Стейплз Льюис в романе «Переландра» (англ. Perelandra) раскрывает тему грехопадения в контексте нового Эдема с новыми Адамом и Евой на планете Венера.